# Sacramentaire de Ratmann

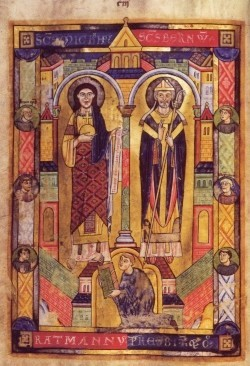
Miniature de dédicace montrant l'abbé Ratmann agenouillé devant l'archange saint Michel et l'évêque Bernouard de Hildesheim, dédicataires du sacramentaire

Le sacramentaire de Ratmann est un manuscrit enluminé composé en 1159 par un moine bénédictin du nom de Ratmann, abbé de l'abbaye de Hildesheim, à l'occasion de la dédicace du maître-autel de l'abbaye.

## Description
Ce sacramentaire, servant donc au célébrant pendant la messe, est richement enluminé. Il contient 202 folios mesurant 34,5 cm sur 24 cm. Sa miniature de dédicace montre le fondateur de l'abbaye, saint Bernouard de Hildesheim, avant sa canonisation qui eut lieu à la fin du siècle, à côté de l'archange saint Michel (patron de l'abbatiale), dédicataires du manuscrit. L'abbé Ratmann est agenouillé au bas de la miniature. Un synode local qui se tint à Erfurt en 1150 avait déjà ouvert la vénération de l'évêque Bernouard.
Le texte original écrit en caroline minuscule (dont il reste quelques fragments) est effacé en 1400 et remplacé par un nouveau texte de 24 cm sur 17 cm en textualis formata avec de nouvelles petites initiales et des lombardes rouges. Les miniatures du haut roman et les grandes lettrines ornées du XIIe siècle sont conservées. Ces dernières sont notamment la grande lettrine du début du calendrier, Kl, écrite en or, vert, bleu et rouge, ainsi que d'autres remarquables, comme les initiales du dimanche des rameaux (55a), de Pâques (74a) ou de la Saint-Benoît (In natali beatissimi patris nostri Benedicti), ou celle de la Saint-Michel qui mesure 16,5 cm sur 13 cm. Des lettrines historiées sont particulièrement soignées, comme celle de la Nativité qui présente l'Enfant Jésus entre l'âne et le bœuf dans un décor de temple antique avec la Vierge étendue, ou encore la lettrine de saint Laurent (folio 185 verso), montrant le saint avec son livre, et celle des apôtres Pierre et Paul (folio 179 recto) avec la croix et l'épée. Ce sont surtout les illustrations du canon de la messe qui sont remarquables par leur format (25 sur 17 cm) et leur couleur or ou argent.
La miniature de la Majestas Domini mesure 25 cm sur 18 cm et représente le Christ, sur fond d'or dans une mandorle, et les symboles des Évangélistes; le lion de saint Marc est peint avec un rouleau sur lequel on peut lire Vox clamantis in deserto. Les bordures avec motifs végétaux et floraux sont particulièrement riches.
Le fait de réécrire un manuscrit en conservant l'intégralité du texte liturgique est exceptionnel dans l'art de l'enluminure.
Le manuscrit se trouve aujourd'hui au musée de la cathédrale de Hildesheim. Le missel de Stammheim est composé à la même époque à Hildesheim et prend le sacramentaire de Ratmann comme exemple.